# Sophie Rodriguez
Sophie Rodriguez (ur. 7 lipca 1988 w Échirolles) – francuska snowboardzistka, brązowa medalistka mistrzostw świata i czterokrotna mistrzyni świata juniorek.

## Kariera
Po raz pierwszy na arenie międzynarodowej pojawiła się 25 marca 2000 roku w Serre Chevalier, gdzie w mistrzostwach kraju zajęła 18. miejsce w halfpipe'ie. W 2003 roku wystąpiła na mistrzostwach świata juniorów w Prato Nevoso, zajmując czternaste miejsce. Rok później, podczas mistrzostw świata juniorów w Klinovcu wywalczyła złoty medal. Wynik ten powtórzyła na mistrzostwach świata juniorów w Zermatt w 2005 roku i mistrzostwach świata juniorów w Valmalenco trzy lata później. Ponadto w 2005 roku zdobyła też złoty medal w snowcrossie.
W Pucharze Świata zadebiutowała 8 marca 2003 roku w Serre Chevalier, zajmując drugą pozycję. Tym samym już w swoim debiucie nie tylko zdobyła pierwsze pucharowe punkty, ale od razu stanęła na podium. W zawodach tych rozdzieliła Włoszkę Nicolę Pederzolli i Polkę Paulinę Ligocką. Najlepsze wyniki osiągnęła w sezonie 2012/2013, kiedy to zajęła trzecie miejsce w klasyfikacji generalnej AFU i w klasyfikacji halfpipe’a. Trzecie miejsca w klasyfikacji halfpipe’a zajmowała również w sezonach 2005/2006 i 2008/2009.
Podczas mistrzostw świata w Stoneham w 2013 roku wywalczyła brązowy medal. Lepsze w tych zawodach okazały się tylko Arielle Gold z USA i Australijka Holly Crawford. Była też między innymi piąta na rozgrywanych dwa lata później mistrzostwach świata w Kreischbergu. W 2006 roku wystąpiła na igrzyskach olimpijskich w Turynie, zajmując trzynaste miejsce. Na rozgrywanych cztery lata później igrzyskach w Vancouver była piąta. Brała też udział w igrzyskach olimpijskich w Soczi w 2014 roku, gdzie zajęła siódmą pozycję.

## Osiągnięcia

### Igrzyska olimpijskie
| Miejsce | Dzień     | Rok  | Miejscowość | Konkurencja | Zwyciężczyni       |
| ------- | --------- | ---- | ----------- | ----------- | ------------------ |
| 13.     | 13 lutego | 2006 | Turyn       | Halfpipe    | Hannah Teter       |
| 5.      | 18 lutego | 2010 | Vancouver   | Halfpipe    | Torah Bright       |
| 7.      | 12 lutego | 2014 | Soczi       | Halfpipe    | Kaitlyn Farrington |

### Mistrzostwa świata
| Miejsce | Dzień       | Rok  | Miejscowość   | Konkurencja    | Zwyciężczyni       |
| ------- | ----------- | ---- | ------------- | -------------- | ------------------ |
| 10.     | 16 stycznia | 2005 | Whistler      | Snowboardcross | Lindsey Jacobellis |
| 9.      | 22 stycznia | 2005 | Whistler      | Halfpipe       | Doriane Vidal      |
| 16.     | 20 stycznia | 2007 | Arosa         | Halfpipe       | Manuela Pesko      |
| 14.     | 23 stycznia | 2009 | Gangwon       | Halfpipe       | Liu Jiayu          |
| 12.     | 20 stycznia | 2011 | La Molina     | Halfpipe       | Holly Crawford     |
| 3.      | 20 stycznia | 2013 | Stoneham      | Halfpipe       | Arielle Gold       |
| 5.      | 17 stycznia | 2015 | Kreischberg   | Halfpipe       | Cai Xuetong        |
| 8.      | 11 marca    | 2017 | Sierra Nevada | Halfpipe       | Ayana Onozuka      |

### Puchar Świata

#### Miejsca w klasyfikacji generalnej
- sezon 2002/2003: -
- sezon 2003/2004: -
- sezon 2004/2005: -
- sezon 2005/2006: 13.
- sezon 2006/2007: 63.
- sezon 2007/2008: 33.
- sezon 2008/2009: 22.
- sezon 2009/2010: 38.
  - AFU[2]
- sezon 2010/2011: 9.
- sezon 2011/2012: 6.
- sezon 2012/2013: 3.
- sezon 2013/2014: 10.
- sezon 2014/2015: 22.
- sezon 2015/2016: 20.
- sezon 2016/2017: 62.

#### Miejsca na podium w zawodach
1. Serre Chevalier – 8 marca 2003 (halfpipe) - 2. miejsce
2. Kreischberg – 23 stycznia 2004 (halfpipe) - 1. miejsce
3. Bardonecchia – 12 marca 2004 (halfpipe) - 2. miejsce
4. Nassfeld – 14 grudnia 2004 (snowrcoss) - 3. miejsce
5. Sungwoo – 26 lutego 2005 (halfpipe) - 2. miejsce
6. Leysin – 19 stycznia 2006 (halfpipe) - 3. miejsce
7. Leysin – 20 stycznia 2006 (halfpipe) - 3. miejsce
8. Bardonecchia – 27 stycznia 2008 (halfpipe) - 3. miejsce
9. Calgary – 29 lutego 2008 (halfpipe) - 3. miejsce
10. Saas-Fee – 31 października 2008 (halfpipe) - 3. miejsce
11. Saas-Fee – 5 listopada 2009 (halfpipe) - 3. miejsce
12. Saas-Fee – 3 listopada 2011 (halfpipe)  - 2. miejsce
13. Cardrona – 26 sierpnia 2012 (halfpipe) - 2. miejsce
14. Soczi – 14 lutego 2013 (halfpipe) - 3. miejsce
15. Sierra Nevada – 27 marca 2013 (halfpipe) - 1. miejsce
16. Cardrona – 30 sierpnia 2015 (halfpipe) - 3. miejsce

- w sumie (2 zwycięstwa, 5 drugich i 9 trzecich miejsc).